# Municipio de Kingston (condado de Caldwell)
El municipio de Kingston (en inglés: Kingston Township) es un municipio ubicado en el condado de Caldwell en el estado estadounidense de Misuri. En el año 2010 tenía una población de 623 habitantes y una densidad poblacional de 6,83 personas por km².

## Geografía
El municipio de Kingston se encuentra ubicado en las coordenadas 39°39′31″N 94°2′16″O / 39.65861, -94.03778. Según la Oficina del Censo de los Estados Unidos, el municipio tiene una superficie total de 91.16 km², de la cual 90,52 km² corresponden a tierra firme y (0,71 %) 0,64 km² es agua.

## Demografía
Según el censo de 2010, había 623 personas residiendo en el municipio de Kingston. La densidad de población era de 6,83 hab./km². De los 623 habitantes, el municipio de Kingston estaba compuesto por el 86,2 % blancos, el 3,21 % eran afroamericanos, el 0,48 % eran asiáticos, el 8,99 % eran de otras razas y el 1,12 % eran de una mezcla de razas. Del total de la población el 10,11 % eran hispanos o latinos de cualquier raza.